# Hanstjärnen (Hackås socken, Jämtland)
Hanstjärnen är en sjö i Bergs kommun i Jämtland och ingår i Indalsälvens huvudavrinningsområde.